# Nowy Dwór (Nowa Jabłona)
Nowy Dwór (niem. Neuhof) – przysiółek wsi Nowa Jabłona w Polsce, położony w województwie lubuskim, w powiecie żagańskim, w gminie Niegosławice.
W latach 1975–1998 przysiółek administracyjnie należał do województwa zielonogórskiego.